# Козлов, Владимир Васильевич (лётчик)
Влади́мир Васи́льевич Козло́в (23 декабря 1923, Запорожье, Екатеринославская губерния — 8 января 2014, Краснодар) — советский военный лётчик-штурмовик 828-го штурмового авиаполка 260-й штурмовой авиационной дивизии, Герой Советского Союза, впоследствии строитель, преподаватель, деятель ветеранского движения в Краснодаре.

## Биография

### Боевой путь
В. В. Козлов встретил Великую Отечественную войну, будучи курсантом Качинской авиационной школы. Утром 22 июня 1941 года он, находясь на посту часового, вступил в бой с диверсионной группой фашистов.
В 1942 году В. В. Козлов окончил авиационную школу, в феврале 1943 года попал на фронт, стал лётчиком 828-го штурмового авиационного полка 260-й штурмовой авиационной дивизии 7-й воздушной армии Карельского фронта. Впоследствии дивизия была передана в состав 4-й воздушной армии 2-го Белорусского фронта. В. В. Козлов был пилотом штурмовика «Ил-2», затем командиром звена, заместителем командира эскадрильи. Участвовал в воздушных боях в Карелии, над территорией Финляндии, Норвегии, в Прибалтике и в Германии. За время войны совершил 129 боевых вылетов.
Указом Президиума Верховного Совета СССР от 18 августа 1945 года за образцовое выполнение боевых заданий командования на фронте борьбы с немецко-фашистскими захватчиками и проявленные при этом мужество и героизм младшему лейтенанту Козлову Владимиру Васильевичу присвоено звание Героя Советского Союза с вручением ордена Ленина и медали «Золотая Звезда».
В 1947 году В. В. Козлов окончил Краснодарскую высшую офицерскую школу штурманов. В 1949 году в звании капитана он был уволен в запас.

### Работа в народном хозяйстве
В 1959 году В. В. Козлов окончил Всесоюзный заочный инженерно-строительный институт и до 1967 года работал в строительных организациях, сделав карьеру от мастера до главного инженера треста. Владимиру Васильевичу было присвоено почётное звание заслуженного строителя РСФСР.
С 1967 года В. В. Козлов — преподаватель в Краснодарском политехническом институте, получил учёное звание доцента.

### Общественная деятельность
С 1989 года Владимир Васильевич Козлов, находясь на пенсии, работал в ветеранских организациях.
С 1993 года — председатель Краснодарской краевой организации Героев Советского Союза, Героев России и полных кавалеров ордена Славы.
Умер 8 января 2014 года в Краснодаре на 91-м году жизни. Похоронен на почётной аллее Славянского кладбища в Краснодаре.

### Семья
- Супруга — Козлова Валентина Ивановна (род. 1928).
- Дочь — Кислинская Диана Владимировна (род. 1947).

## Награды
- Герой Советского Союза В. В. Козлов награждён орденом Ленина, двумя орденами Красного Знамени, двумя орденами Отечественной войны I степени, орденом Отечественной войны II степени, медалями СССР.
- Удостоен звания почётного гражданина следующих населённых пунктов:
- город Краснодар[4];
- посёлок Белое Море Мурманской области;
- станица Кавказская Краснодарского края.